# Paul de Nooij
Paulus (Paul) de Nooij (Bennekom, 6 december 1922 - aldaar, 24 september 1996) was een Nederlandse verzetsstrijder in de Tweede Wereldoorlog.

## Levensloop
De Nooij was het vierde kind in een gezin van elf. Zijn vader runde een smederij in Bennekom. De Tweede Wereldoorlog begon dramatisch voor het gezin. Op 13 mei 1940 ontstond er een vuurgevecht boven Bennekom. Vader Jan werd getroffen door een vuurstoot, waarna hij overleed. Paul nam samen met zijn broer Wim de smederij over. Tijdens de oorlog bood Wim de Nooij regelmatig onderdak aan onderduikers, terwijl een jongere broer Zwerus ook volop actief was in het verzet.
In mei 1943 was De Nooij betrokken bij de oprichting van de lokale LO-afdeling in Ede. Hij werd verantwoordelijk voor de huisvesting van onderduikers. Zijn naaste medewerkers waren: Adriaan Hartman, Aart Jochemsen, Gerrit van de Kamp, Gerrit en Teunis van Steenbergen, Evert Vonk en Joop Wouda. In september 1944 ging de groep op in de Binnenlandse Strijdkrachten.
In de nacht van 19 op 20 november 1944 vond Operatie Pegasus II plaats waarbij het verzet probeerde een grote groep piloten en parachutisten dwars door de Duitse linies over de Rijn naar bevrijd gebied te smokkelen. De actie liep uit op een totale mislukking. Meer dan de helft van de deelnemers werd gepakt. Het Edese verzet was al snel op de hoogte van alle details dankzij een loslippige Duitser die in de smederij van De Nooij uitgebreid zijn verhaal deed.
De Nooij nam deel aan de fataal verlopen wapendropping in de nacht van 8 op 9 maart 1945 bij Lunteren. Tijdens en na afloop van de dropping werden negentien verzetsmensen gearresteerd, waarvan zestien werden geëxecuteerd en een in gevangenschap zelfmoord pleegde. De Nooij verliet samen met zijn neef Menno en Jo van den Bent het droppingsterrein. Zij werden gewaarschuwd door schoten die de Duitsers losten tijdens de ontsnappingspoging van Piet Rombout. Daarop sloegen zij een andere weg in en wisten zo te ontkomen.
In de nadagen van de oorlog bracht De Nooij alle Duitse stellingen in Bennekom in kaart. Deze informatie werd doorgegeven aan de geallieerden.
In de familiekroniek van het geslacht-De Nooij staat geschreven dat De Nooij al in 1944 werd gearresteerd na een wapendropping in de buurt van Lunteren en daarna via Kamp Amersfoort in een dodencel in het Oranjehotel in Scheveningen terecht kwam. Dit klopt niet, De Nooij werd pas op 8 april 1945 gearresteerd in de laatste grote arrestatiegolf van de Sicherheitsdienst. Samen met de andere 14 mannen werd hij via Kamp Amersfoort naar het Oranjehotel in Scheveningen overgebracht. De Nooij werd opgesloten in cel 610 van het Oranjehotel,  het doodsvonnis over de 15 verzetstrijders werd door een speling van het lot niet uitgevoerd en ze werden alle 15 vrijgelaten op 8 mei 1945 en keerden in Ede terug op 10 mei 1945.
De Nooij bleef tot 1981 toen hij een herseninfarct kreeg werkzaam bij de smederij, die in deze periode uitgroeide tot een groter constructiebedrijf. Later volgden meer infarcten. Na de oorlog was hij actief in de Stichting Bart van Elstplantsoen en betrokken bij de organisatie van de dodenherdenking op 4 mei. Ook zat hij in het bestuur van Protestants Christelijk Maatschappelijk Werk en het bestuur van Stichting Welzijn Ouderen.

## Persoonlijk
Samen met zijn vrouw Bertie kreeg De Nooij zes kinderen. Van de Amerikaanse regering ontving hij de Medal of Freedom.